# سيرة (نوع أدب إسلامي)
السيرة هي وصف حياة الشخص أو سيرته الذاتية، وبشكل أكثر تحديدًا لوصف سلوك الفرد. في التقاليد الإسلامية، هو أحد فروع الشريعة الإسلامية الذي يتناول قضايا قانون الحرب والعلاقات الدولية، ويصف الدول الإسلامية في علاقتها بمجتمعات المؤمنين وغير المؤمنين على حد سواء.
تعود كلمة السير في الأصل إلى أواخر العصر الأموي حيث كان العرب يستخدمون المصطلح للدلالة على "موقف المدرسة أو الطائفة" أو "الرأي" في مسألة عقائدية أو سياسية. وكان هذا النوع معروفًا بين الفرق الإسلامية التي ثارت على الأمويين كالمحكّمة والزيدية والمرجئة والإباضيين.
تنقل معظم السير وجهة نظر المدرسة وتتكون من عظات ورسائل موجهة إلى جماعة المؤمنين. يقوم الواعظ بقراءة هذه الرسائل بصوت عالٍ، موضحًا ما ينبغي أو لا ينبغي تصديقه، بالإضافة إلى الأعمال التي ينبغي أو لا ينبغي القيام بها. إن الوصايا في بداية السيرة طويلة نسبيًا وتعكس السياق الاجتماعي لعصرها. إن السير التي تمت مراجعتها وتحريرها حتى الآن تنتمي إلى ما يشار إليه بـ "فترة البصرة"؛ وقد كُتب معظمها في العراق، في حين أن بعضها الآخر تم إنتاجه خلال "الفترة الإقليمية" أي "الخارج".